# Trishna Gurung
Trishna Gurung (nepalesa: तिर्सना गुरुङ, nascida em 5 de setembro de 1994) é uma cantora nepalesa. Ela cantou diversas peças populares, incluindo a canção-título de Maya Pirati Khanie kancha he, Gaine Dajaile, Khani ho yamu, etc.

## Carreira musical
Trishna Gurung é uma jovem compositora, cantora e letrista da indústria musical do Nepal. A sua música mais popular é Maya Pirati, que está no YouTube. Ela começou a sua carreira musical em 2007 e lançou a sua primeira música Daiba Janos em 2007.

## Prémios
- Prémio Hits Fm Music (2018) - Melhor Desempenho Pop Vocal Feminio - Indicado[6]
- Prémio de música Radio Kantipur (2018) - Melhor Cantora Pop (Feminina) - Nomeado[7]